# Grodczyn

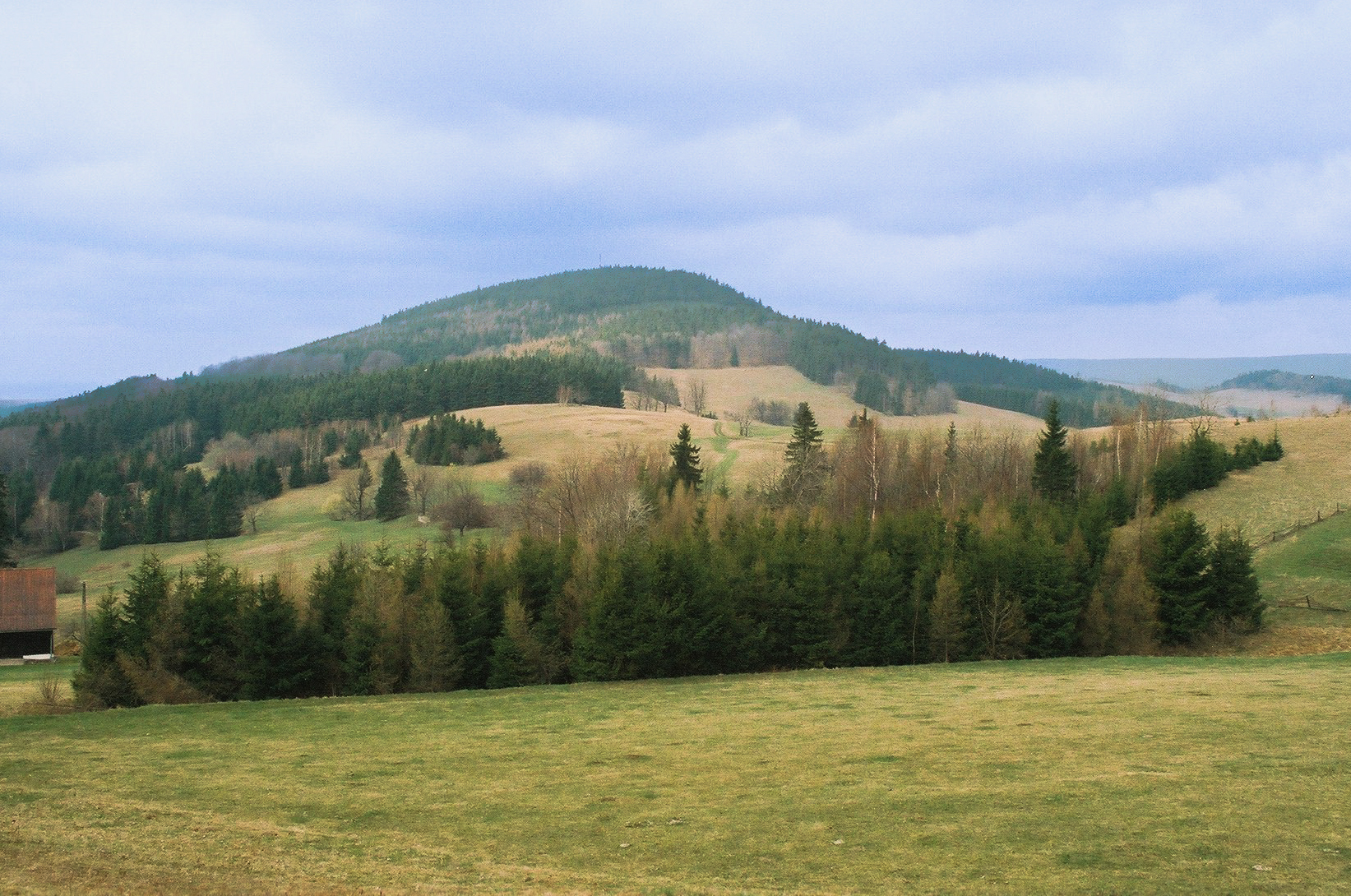
Grodczyn

De Grodczyn (Duits: Ratschenberg) is een van de drie bergen in de omgeving van Duszniki Zdrój, Polen.
De berg ligt op een hoogte van 802 meter. In de winter kan er tot één meter sneeuw vallen. Op de Grodczyn zouden twee burchten hebben gestaan. Voorbijtrekkende karavanen overvielen geregeld de burchten en huizen.
Aangezien het gebied waar de berg ligt ooit Pruisisch gebied was, is er ook een Duitse naam voor de berg: de Ratschenberg.